# Шифратор
Шифратор (англ. Encoder) — логічний пристрій, що виконує логічну функцію перетворення n-розрядного коду в k-розрядний m-ковий (найчастіше двійковий) код.
Двійковий шифратор виконує логічну функцію перетворення k-того однозначного коду в двійковий.
Якщо кількість вхідних даних (входів) рівна кількості можливих комбінацій сигналів на виході, то такий шифратор називається повним,в іншому випадку — неповним.

Шифратор

Число входів і виходів в повному k-ковому шифраторі задається співвідношенням
{\displaystyle \ n=2^{m},}  де

{\displaystyle \ n} — кількість входів,

{\displaystyle \ m} — кількість виходів.

## Див.також
- Шифрування